# کرت متزگر
کرت متزگر (انگلیسی: Kurt Metzger) کمدین، فیلم‌نامه‌نویس، بازیگر و تهیه‌کننده تلویزیونی اهل ایالات متحده آمریکا است.
از فیلم‌ها یا مجموعه‌های تلویزیونی که وی در آن‌ها نقش داشته‌است، می‌توان به آمریکایی‌های زشت، هوراس و پیت، آخرشب با جیمی فلن و خودمانی با ایمی شومر اشاره نمود.